# Smokey Point
Smokey Point az Amerikai Egyesült Államok északnyugati részén, Washington állam Snohomish megyéjében elhelyezkedő egykori statisztikai település; területének egy részét később Arlingtonhoz, míg egy másik hányadát Marysville-hez csatolták. A 2000. évi népszámláláskor 1556 lakosa volt.

## Története
A korábban Rex Cornernek nevezett település nevét a U.S. Route 99 és a Lakewood Road csomópontjában álló étterem tulajdonosáról kapta. A létesítményt 1964-ben Eric és Pearl Shurstad vásárolta meg, és Smokey Point Café néven grillbárrá alakították át. A Gissberg-tavak az Interstate 5 építésekor, a kavicskotrás következtében alakultak ki.
1966-ban Arlington városa 261 hektárt biztosított egy felsőoktatási intézmény számára, az Evergreen Állami Főiskola azonban Olympiában nyílt meg.
1977-re az Arlington és Marysville közötti, Smokey Pointot is magában foglaló terület népessége elérte a 16 ezer főt. 1979-ben a Smokey Point-i tűzoltóállomáson a seriff hivatala kirendeltséget nyitott.
Az 1990-es években Smokey Pointban iparterületeket alakítottak ki. 1994-ben itt nyílt meg a haditengerészet everetti támaszpontjának telephelye. A kivitelezés 1993 és 1995 között zajlott.
A Puget Sound-i Regionális Tanács a Seattle–Tacoma nemzetközi repülőtér tehermentesítésére az arlingtoni repülőteret bővítette volna, azonban végül kiépítették a seattle-i harmadik futópályáját. 2004 szeptemberében Marysville támogatást kapott egy NASCAR-pálya kialakítására, azonban a projektet a várható forgalmi dugók és a szükséges fejlesztések magas költsége miatt elvetették. A területet később a Washingtoni Egyetem hasznosíthatta volna, azonban a campus nem épült meg.

### Annexió
Az 1990-es évek elején a terület lehetséges felhasználása vitákhoz vezetett, így az itt élők egy csoportja az Arlington, míg egy másik a Marysville általi annexiót részesítette előnyben. Az Arlington általi annexiót támogatók aránya elérte a hatvan százalékot, így a folyamat elindulhatott. Mivel Smokey Point vízellátását Marysville biztosította, ezért a város panasszal élt a folyamat ellen.
Snohomish megye a település északkeleti részét Arlingtonnak, míg nyugati és déli részét Marysville-nek ítélte, azonban a lakókból a terület kettéosztása ellenérzést váltott ki. A végső döntést a megyei tanácsnak kellett meghoznia. Az állami szabályozás értelmében a Lakewoodi Tankerület által Smokey Pointban tárolt könyvek tulajdonosa a települést annektáló város iskolakerülete lenne; ennek elkerülése érdekében a lakosok javasolták az önálló várossá válást. A Save Our Community and Schools (Mentsük meg közösségünket és iskoláinkat) elnevezésű csoport elérte, hogy a szabályozást megváltoztassák, így a könyvek a lakewoodi körzet tulajdonában maradhattak.
A csoport kérte a Lakewoodhoz csatolást, azonban ezt elutasították, mivel az előző annexió még függőben volt. A határok átrajzolása miatt 1999-ben Arlington csak az északi településrész töredékét annektálhatta. A nyugati és déli területeket később Marysville-hez csatolták.

### 21. század
A Lakewood Crossing bevásárlóközpont 2006 szeptemberében, a Walmart üzlete pedig 2010-ben nyílt meg. A 2010-es években több marysville-i autókereskedés is a Smokey Point Boulevardra költözött.

## Népesség
A település népességének változása:

| 1990 | 2 620 |
| 2000 | 1 556 |

## Fordítás
- Ez a szócikk részben vagy egészben  a   Smokey Point, Washington című angol Wikipédia-szócikk ezen változatának fordításán alapul.  Az eredeti cikk szerkesztőit annak laptörténete sorolja fel. Ez a jelzés csupán a megfogalmazás eredetét és a szerzői jogokat jelzi, nem szolgál a cikkben szereplő információk forrásmegjelöléseként.